# Power Players
Power Players est une série d'animation franco-américaine en 78 épisodes de 11 minutes, basée sur une idée originale de, et créée par Jérémy Zag, et développée par Man of Action pour Cartoon Network. La série est diffusée pour la première fois le 21 septembre 2019 sur la chaîne américaine.
En France, la diffusion a commencé le 28 mars 2020 sur France 4 dans la case Okoo puis à partir de mai 2021 dans Samedi Okoo sur France 3. Au Québec, la série est diffusée sur Télétoon.

## Synopsis
Axel est un garçon de neuf ans capable de se transformer en jouet vivant. Du haut de ses vingt centimètres, ce super-héros miniature est à la tête d’une escouade de jouets animés hauts en couleur, les Power Players.
Ensemble ils vont empêcher des super-vilains jouets de semer le chaos, aussi loufoques que dangereux, dirigés par le terrible Madcap. Entouré de ses nouveaux amis, Axel va vivre des aventures incroyables et pleines de rebondissements.

## Personnages

### Principaux
- Axel : depuis qu'Axel, neuf ans, a trouvé des drôles de bracelets, les Power Bandz, dans le laboratoire secret de son oncle André, un inventeur de jouets... il peut se transformer quand il veut en jouet vivant ! Grâce à sa super mini armure qui lui confère de nombreux pouvoirs, ce garçon courageux, fonceur et enthousiaste combat Madcap et ses sbires. Axel est le leader des Power Players, ses amis jouets qui le respectent et l'accompagnent partout dans toutes ses aventures
- Barbarours : ce nounours en peluche est très doux... Barbarours est un guerrier-né, doté d'un sale caractère mais surtout d'un marteau nommé "démolisseur" en plastique aux effets dévastateurs... malgré un couinement ridicule ! Barbarours adore lire... des livres sur les barbares !
- Le Sergent Charge : Le Sergent Charge est le bras droit d'Axel. Jouet militaire, il obéit fièrement à ses ordres, et il a toujours un plan d'action à lui proposer ! Chargé de la sécurité, le Sergent adore poser des pièges, mais surtout utiliser ses blasters à Minergie.
- Masko : jouet fabriqué par l'oncle André pendant des vacances au Mexique, Masko est le fier représentant de son art : la lucha libre (connue comme lutte professionnelle au Canada, ou catch en France !). Le caoutchouc dont il est constitué lui permet de s'étirer à l'infini, ce qui est très preatique pour faire des prises. Maniaque de la propreté, Masko cache sous son corps bodybuildé une grande sensibilité.
- Galiléo : Espion capable de devenir invisible et de planer, Galiléo est aussi rapide qu'habile, et il manie ses disques d'énergie avec dextérité. Modèle unique, il devait être la star d'un dessin animé sur des espions lézards, mais son personnage a été annulé du programme ! Ce qui ne l'empêche pas de se prendre pour une vedette...
- Bobbie Blouby : à l'intérieur de son armure qui lui donne un gabarit très impressionnant, Bobbie Blouby utilise son arme de prédilection : la pâte à modeler, à laquelle elle est capable de donner n'importe quelle forme. Pratique pour combattre l'ennemi ! Sculptrice rebelle et cynique, Bobbie est dotée d'un sacré tempérament.
- Slobot : jouet robot, Slobot est un peu le technicien du groupe, capable d'inventer des gadgets, des armes, mais aussi de réparer si besoin nos héros. Gentil, de bonne volonté, Slobot a un défaut principal : il est très lent. C'est pourquoi il reste la plupart du temps au QG (la base des Power Players) situé dans la chambre d'Axel.
- Zoé : la voisine et la meilleure amie d'Axel, Zoé est la seule autre humaine à connaître le secret d'Axel. Elle le découvre dans Origines partie 2. C'est elle qui réussit à vaincre Madcap dans le combat final avec l'aide d'Axel, des Power Players et Oncle André dans Un maxi méchant partie 2.

### Récurrents
- André : l'oncle d'Axel, qui est un brillant inventeur de jouets. Dans l'épisode Un maxi méchant partie 2, il avouera à Axel, Zoé et aux Power Players qu'il connaissait la vérité depuis le début et n'a rien dit car il savait qu'Axel était en sécurité avec eux. Il les aidera à vaincre Madcap et sera vu à la fin de la saison 1 en train de réparer Ronin blessé durant le combat.
- Luka : un ami d'Axel.

### Invités
- Ronin : Ronin est un samouraï char trouvé lors d'une brocante par Axel, qui l'offre à Zoé pour remplacer celui qu'elle a perdu car c'est son jouet favori. Il peut se transformer en char et tirer des boules d'énergie, il possède un sabre et peut également lancer des boules d'énergie sous sa forme samouraï avec son sabre ou son torse. Madcap lui donne vie et Ronin fait équipe un temps avec lui contre les Power Players, (en partie parce qu'Axel la jeté contre un mur quand il était encore un jouet inanimé). Mais finalement Axel lui rappelle que l'amour que Zoé éprouve pour lui est sincère, Ronin se rebelle et envoie Madcap au tapis clamant qu'il est un jouet libre. Il dit au revoir à Zoé avant de partir vivre sa vie, il ne rejoint pas les Power Players mais part en bon termes avec eux. Il apparaît pour la première fois dans l'épisode Ronin. Il reviendra dans le double épisode final de la saison 1 pour les aider contre Madcap, devenant officiellement un membre des Power Players. Il les sauvera dans Un maxi méchant partie 1. Malheureusement dans Un maxi méchant partie 2, Madcap lui volera toute sa minergie. Cependant après la défaite de Madcap, Zoé et les Power Players le retrouveront et Oncle André sera vu en train de le réparer.
- L'Agent Danger : L'Agent Danger est un nouveau jouet masqué construit par André. Il n'est pas réanimé par Madcap mais volé par Ruffin "le voleur de jouets", mais Axel réussit à le récupérer avec l'aide de Zoé et Galiléo. Il fait sa première apparition dans l'épisode L'espion qui s'aimait.

### Méchants
- Madcap : Madcap est l'ennemi juré des Power Players. Il souhaite désespérément récupérer les Power Bandz d'Axel afin d'obtenir un pouvoir absolu et forcer tous les humains du monde à "jouer" selon ses règles du jeu. Dans l'épisode Porképunk rock, il fait équipe avec Axel et les Power Players pour arrêter Porképunk qui devenu plus fort et incontrôlable, menaçait de tout détruire avec son concert de rock. Dans l'épisode Un maxi méchant partie 1, Madcap devient complètement fou, déclare qu'il n'a plus besoin de son équipe et vole la minergie d'Orang-Outank, Porképunk, Dynamo et Princesse Sucrésel lors de leur "réunion", (le Dr Nautilus arrivant en retard réussira à s'enfuir pour échapper à la mort), pour alimenter son armure gigantesque devenant Maxcap. Il sera vaincu dans l'épisode Un maxi méchant partie 2 par Zoé, Axel, Oncle André et les Power Players qui lui retireront toute sa minergie, le détruisant. Oncle André le remettra ensuite dans son coffre.
- Orang-Outank et Porképunk : deux des hommes de main de Madcap. Orang-Outank peut tirer des disques d'énergie massifs de son dos et de ses bras, tandis que Porképunk peut lancer des missiles explosifs depuis son corps. Ils apparaissent pour la première fois dans Origines partie 1 et Madcap leur donne la vie dans Origines partie 2. Ils sont détruits dans l'épisode Un maxi méchant partie 1, lorsque Madcap devenu complètement fou et n'ayant plus besoin de son équipe leur vole leur minergie ainsi que celle de Dynamo et Princesse Sucrésel, pour alimenter son armure gigantesque.
- Princesse Sucrésel : une des acolytes de Madcap, qui brandit une baguette qui tire des flèches de cœur. Elle a des sautes d'humeur qui font penser à Double-Face, le méchant de Batman. Elle est créée hors de l'écran par Madcap. Elle est la première des acolytes de Madcap qui a déjà affronté les Power Players hors de l'écran, car lors de sa première apparition sur l'écran dans l'épisode Troc de Choc, Axel et les Power Players la connaissent déjà. Elle est détruite dans l'épisode Un maxi méchant partie 1, lorsque Madcap devenu complètement fou et n'ayant plus besoin de son équipe lui vole sa minergie ainsi que celle d'Orang-Outank, Porképunk et Dynamo, pour alimenter son armure gigantesque.
- Dynamo : un des hommes de main de Madcap, qui a des pouvoirs électromagnétiques. Il apparaît pour la première fois dans l'épisode En Piste ! où Madcap le crée et lui donne la vie. Il est détruit dans l'épisode Un maxi méchant partie 1, lorsque Madcap devenu complètement fou et n'ayant plus besoin de son équipe lui vole sa minergie ainsi que celle d'Orang-Outank, Porképunk et Princesse Sucrésel, pour alimenter son armure gigantesque.
- Pyrant : un jouet pyramide qui peut répondre à toutes les questions. Il commande une armée de petites pyramides qui peuvent prendre le contrôle de ses adversaires. Il est créé hors de l'écran par Madcap, et apparaît pour la première fois dans l'épisode Coéquipière d'un jour, où il réussit à contrôler toute l'équipe des Power Players à l'exception d'Axel. Mais celui-ci libère Galiléo, puis avec l'aide de Zoé, Galiléo libère Masko. Après qu'Axel ait fait fuir Pyrant en semant le doute dans son esprit, les autres Power Players sont libérés.
- Glaciateur (nom anglais Ice Crusher) : joueur de hockey qui peut contrôler la glace et parle avec un accent canadien. Il a une équipe de jouets joueurs de hockey sous ses ordres. Il est créé hors de l'écran par Madcap, pour gagner les Power Bandz d'Axel lors d'un match de hockey contre les Power Players. Il fait sa première apparition dans l'épisode Briser la glace.
- Dr Nautilus : un des hommes de main de Madcap, un jouet céphalopode extraterrestre mutant avec un œil et quatre bras extensibles qui peuvent générer de l'acide corrosif. Il parle trop lors des combats, ce qui agace ses alliés et ses ennemis. Il est créé hors de l'écran par Madcap. Il est le deuxième des acolytes de Madcap qui a déjà affronté les Power Players hors de l'écran, car lors de sa première apparition sur l'écran dans l'épisode C'est du propre, Axel et les Power Players le connaissent déjà. Dans l'épisode Un maxi méchant partie 1, Nautilus arrivera en retard à la "réunion" de Madcap, ce qui lui sauvera la vie. Car Madcap devenu complètement fou et n'ayant plus besoin de son équipe vole la minergie d'Orang-Outank, Porképunk, Dynamo et Princesse Sucrésel, pour alimenter son armure gigantesque. Voyant le sort de ses camarades, il s'enfuit et va avertir les Power Players du plan de Madcap. À la fin de la saison 1, il est le seul méchant encore actif comme il s'est enfui avant que Madcap ne puisse lui voler sa minergie.
- Ruffin "le voleur de jouets" : Ruffin est connu comme le voleur de jouets. Il vole le nouveau jouet L'Agent Danger, mais grâce à Axel, Zoé et Galiléo son plan échouera. Il réussit à s'enfuir, jurant qu'il reviendra pour se venger. Il fait sa première apparition dans l'épisode L'espion qui s'aimait.
- Sergent Lacharge : Sosie du Sergent Charge. Il fait sa première apparition dans l'épisode du même nom.

## Développement et production
La série télévisée était à l'origine présenté en 2016 sous le titre Power Toys avant d'adopter son titre actuel dans la version finale de la série.
Le 11 février 2019, la série a été officiellement reprise par Cartoon Network, ce qui en fait la première production de Zagtoon à être produite et produite pour cette chaîne, et Playmates est devenu le principal détenteur d'une licence de jouet pour la série,.

## Épisodes

### Saison 1 (2019-2021)(ordre d'"ICI TOUTV")
1. Origines - Partie 1/2
2. Origines - Partie 2/2
3. Dérèglement
4. Troc de choc
5. Briser la glace
6. C'est du propre
7. Un barbare toux doux
8. Chut !
9. Ronin
10. Une drôle de tête
11. Dans l'autre camp
12. Instinct primaire
13. Piège dans la jungle
14. Il faut sauver le soldat Masko'
15. Tu tires ou tu pointes ?
16. Touché !
17. À chacun son rythme
18. La Meilleure Équipe
19. Je t'ai eu!
20. Le Nounours de Troie
21. Prêts pour la fête
22. Raplapla
23. Accès refusé
24. Piège de sable
25. En piste !
26. Le Malade malgré lui
27. Haute voltige
28. Une équipe soudée
29. Le Roi Axel
30. Le Jour du Luchador
31. Coéquipière d'un jour
32. L'Impossible Monsieur Bébé
33. L'Espion qui s'aimait
34. Porképunk rock
35. Dans le noir
36. D'en bas
37. Prêt à tout... même le pire
38. La Guerre des amis
39. Le Gratte Pack
40. Sous pression
41. Lentement, mais sûrement
42. Une relation magnétique
43. Soif de pouvoir
44. Un bonbon ou une farce !
45. Comme des robots
46. Les Opposés s'attirent
47. Quelque chose dans le mur
48. Le Piège de la peur
49. Case par case
50. La couronne
51. La Répétition
52. Le Retour du Thermometron 9000
53. Sauver Madcap
54. Percutants !
55. Un bruit dans la nuit
56. Quand ça gratte...
57. Cassé
58. Qu'est-ce qui arrive à oncle André ?
59. Cherche !
60. Triple jeu
61. Sergent Lacharge
62. Les Tout Nouveaux tout beaux Power Players
63. Opération de nuit
64. Un bon esprit
65. Pas de pot
66. Les Rois de la jungle
67. Pyrant parc
68. Maxel & Adcap
69. La Charge
70. Les robots chaos
71. Mauvaise piste
72. Le plus amusant
73. Selfie !
74. Course poursuite
75. Un chaos incontrôlable
76. Le jouet sombre
77. Un maxi méchant - Partie 1
78. Un maxi méchant - Partie 2

Ces données proviennent de TouTV.

### Saison 1 (2019-2021)(ordre de "France Télévision")
1. Origines - Partie 1/2
2. Origines - Partie 2/2
3. Accès refusé
4. À chacun son rythme
5. Piège dans la jungle
6. Dérèglement
7. En piste !
8. Troc de choc
9. Ronin
10. Une équipe soudée
11. Piège de sable
12. C'est du propre
13. Briser la glace
14. Un barbare tout doux
15. Le Roi Axel
16. Chut !
17. Touché !
18. Haute voltige
19. Le Jour du Luchador
20. Dans l'autre camp
21. La Meilleure Equipe
22. Je t'ai eu !
23. Instinct primaire
24. Coéquipière d'un jour
25. Raplapla
26. L'Impossible Monsieur Bébé
27. L'Espion qui s'aimait
28. Le Malade malgré lui
29. Le Nounours de Troie
30. Porképunk rock
31. D'en bas
32. Une drôle de tête
33. Prêts pour la fête
34. Il faut sauver le soldat Masko
35. Dans le noir
36. Sous pression
37. Prêt à tout... même le pire
38. Un bonbon ou une farce !
39. Tu tires ou tu pointes ?
40. Le Gratte Pack
41. La Guerre des amis
42. Lentement, mais sûrement
43. Une relation magnetique
44. Soif de pouvoir
45. Comme des robots
46. Les Opposés s'attirent
47. Quelque chose dans le mur
48. Case par case
49. Le Retour du Thermometron 9000
50. La Couronne
51. La Répétition
52. Le Piège de la peur
53. Percutants !
54. Un bruit dans la nuit
55. Cherche !
56. Cassé
57. Quand ça gratte...
58. Sergent Lacharge
59. Qu'est-ce qui arrive à oncle André ?
60. Sauver Madcap
61. Les tout nouveaux tout beaux Power Players
62. Pas de pot
63. Triple jeu
64. Opération de nuit
65. Pyrant parc
66. Un bon esprit
67. Les rois de la jungle
68. La Charge
69. Maxel et Adcap
70. Les robots chaos
71. Selfie !
72. Mauvaise piste
73. Le plus amusant
74. Course poursuite
75. Un chaos incontrôlable
76. Le jouet sombre
77. Un maxi méchant - Partie 1
78. Un maxi méchant - Partie 2

Ces données proviennent de cette source: https://www.france.tv/france-4/power-players/

## Mini-épisodes
Les épisodes bonus qui suivent sont diffusés depuis le 27 avril 2020 sur la chaîne youtube d'"Okoo" et depuis le 27 avril 2020 sur la chaîne youtube "POWER PLAYERS - Chaîne Officielle".
Les dates qui suivent chaque épisode sont celles de leur première sortie en français.
Ils durent environ une minute.
À noter: le dernier épisode, La Rampe de la victoire, à fait l'objet d'une erreur lors de la traduction de son titre. Il a été nommé Madcap !
1. Duel de titans, 27 avril 2020
2. Bonne planque, 29 avril 2020
3. Urgence, 1er mai 2020
4. Power chef, 4 mai 2020
5. Bouh, 6 mai 2020
6. Sergent Charge, 8 mai 2020
7. Galiléo, 11 mai 2020
8. Masko, 13 mai 2020
9. Barbarours, 15 mai 2020
10. Bobbie Blouby, 18 mai 2020
11. Gare au Luka, 20 mai 2020
12. Slobot, 22 mai 2020
13. Zoé, 25 mai 2020
14. Mission d'élite, 27 mai 2020
15. Arrêt au stand, 29 mai 2020
16. Relooking, 1er juin 2020
17. Axel, 5 juin 2020
18. Madcap, 3 juin 2020
19. La rampe de la victoire, 30 juillet 2020